# Синмартін (Харгіта)
Синмартін (рум. Sânmartin) — село у повіті Харгіта в Румунії. Адміністративний центр комуни Синмартін.
Село розташоване на відстані 203 км на північ від Бухареста, 14 км на південний схід від М'єркуря-Чука, 72 км на північ від Брашова.

## Населення
За даними перепису населення 2002 року у селі проживали 1220 осіб.
Національний склад населення села:
| Національність | Кількість осіб | Відсоток |
| -------------- | -------------- | -------- |
| угорці         | 1204           | 98,7%    |
| румуни         | 15             | 1,2%     |

Рідною мовою назвали:
| Мова      | Кількість осіб | Відсоток |
| --------- | -------------- | -------- |
| угорська  | 1205           | 98,8%    |
| румунська | 15             | 1,2%     |